# Automolis meteus
Automolis meteus là một loài bướm đêm thuộc phân họ Arctiinae, họ Erebidae.